# Пески (Черноморский район)
Пески́ (укр. Піски, крымскотат. Peski, Пески) — исчезнувшее село в Черноморском районе Республики Крым, располагавшееся в центре района, в балке Кель-Шеих полуострова Тарханкут, примерно в 3 километрах юго-восточнее райцентра Черноморское.

## История
Впервые в доступных источниках Пески встречаются на карте Крымского статистического управления 1922 года, как селение с менее чем 10 дворами. Согласно Списку населённых пунктов Крымской АССР по Всесоюзной переписи 17 декабря 1926 года, в селе Пески, Ак-Мечетского сельсовета Евпаторийского района, числилось 12 дворов, все крестьянские, население составляло 69 человек, из них 66 русских и 3 украинца. По постановлению КрымЦИКа от 30 октября 1930 года «О реорганизации сети районов Крымской АССР», был восстановлен Ак-Мечетский район (по другим данным 15 сентября 1931 года) и село включили в его состав.
С 25 июня 1946 года Пески в составе Крымской области РСФСР, а 26 апреля 1954 года Крымская область была передана из состава РСФСР в состав УССР. Ликвидировано до 1960 года, поскольку в «Справочнике административно-территориального деления Крымской области на 15 июня 1960 года» селение уже не значилось в период с 1954 по 1968 годы, как посёлок Черноморского поссовета.